# Kia Optima

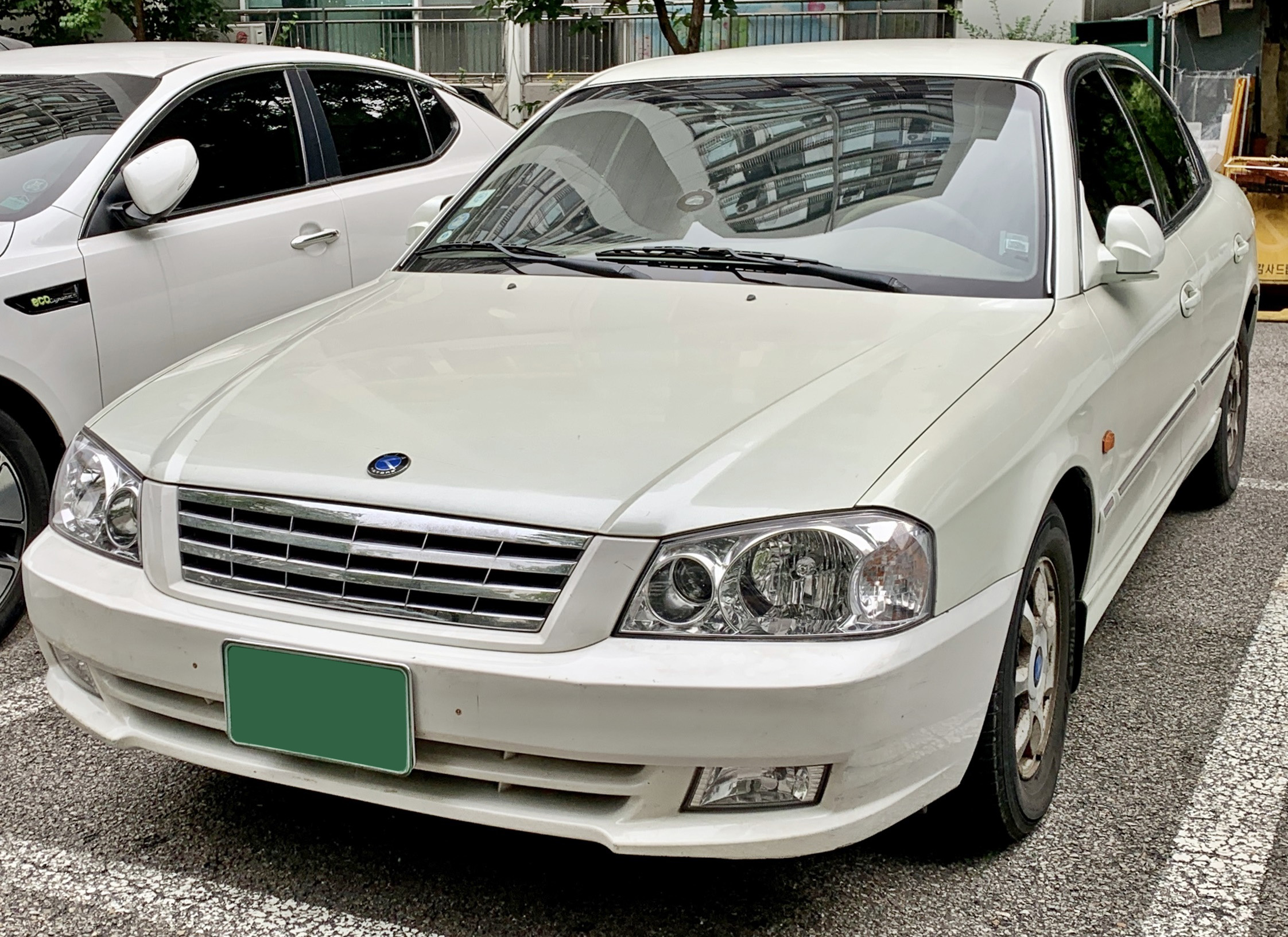
Een Kia Optima

De Kia Optima is een sedan geproduceerd door Kia Motors. 
De Optima was tussen 2000 en 2005 eigenlijk een Hyundai Sonata die via badge-engineering als Kia verkocht werd onder de namen Kia Magentis (Europa en Noord-Amerika) en Kia Lotze (tweede generatie) of Kia K5 (derde generatie, beide in Zuid-Korea).
De tweede generatie (2005-2010) van de Optima week meer af van de Hyundai Sonata. Sinds 2011 wordt de derde generatie van de Optima gefabriceerd en daarvan zijn ook hybride en plug-inhybride versies beschikbaar.
Huidige modellen Europa:
Ceed ·
EV3 ·
EV6 ·
EV9 ·
Niro ·
Niro EV ·
Picanto ·
Sorento ·
Sportage ·
Stonic
Overige modellen internationaal:
Bongo ·
Borrego ·
Cadenza ·
Carnival ·
Forte ·
K2 ·
Optima ·
Quoris ·
Ray ·
Soul
Uit productie:
Avella ·
Besta ·
Pregio ·
Carens ·
Cerato ·
Clarus ·
Joice ·
Magentis ·
Opirus ·
Pride ·
Retona ·
Rio ·
Roadster ·
Mentor ·
Sephia ·
Shuma ·
Stinger ·
Venga